# Michelea leura
Michelea leura is een tienpotigensoort uit de familie van de Micheleidae. De wetenschappelijke naam van de soort is voor het eerst geldig gepubliceerd in 1979 door Poore & Griffin.